# Charles Filiger

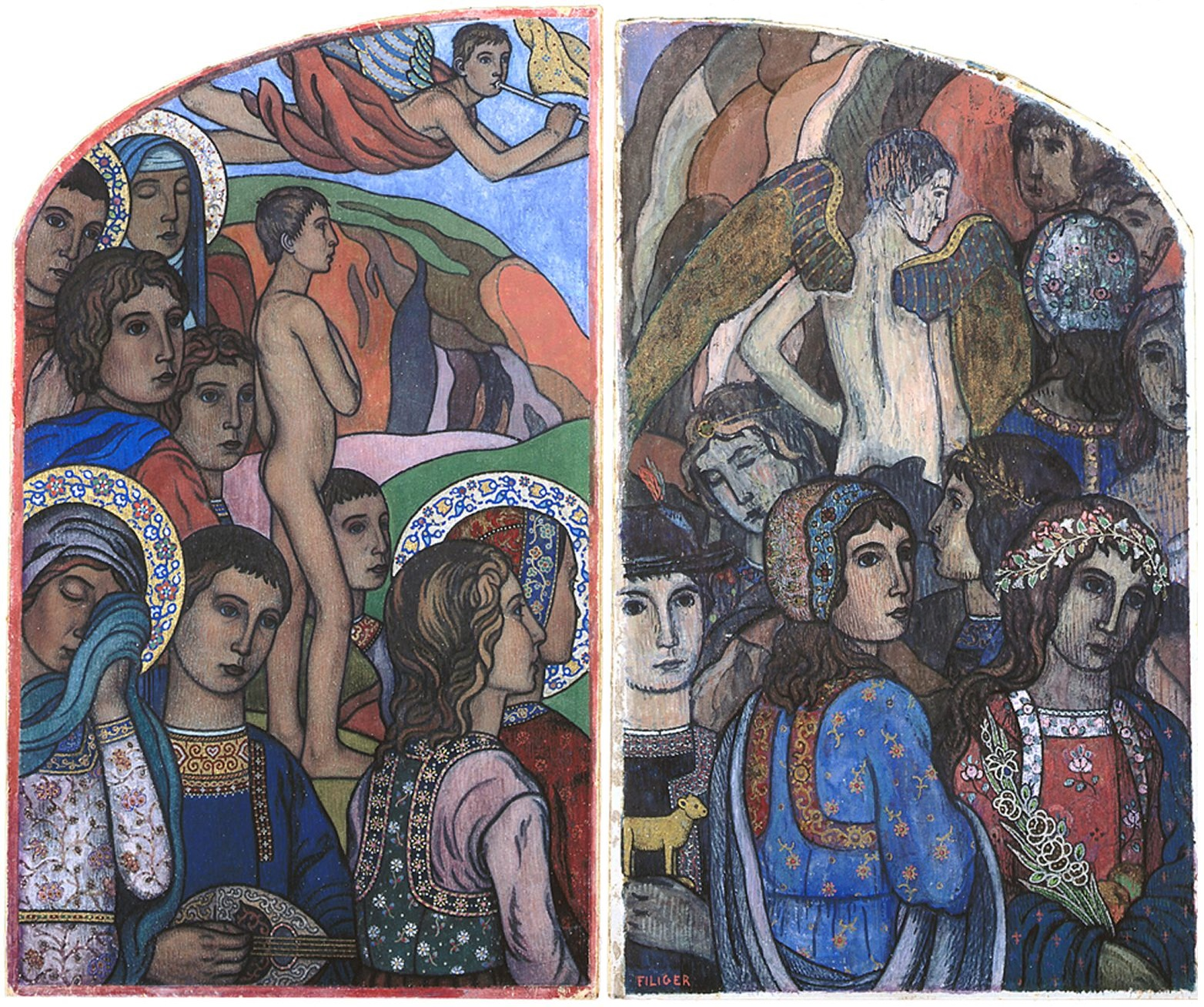
Das Jüngste Gericht

Charles Filiger (* 28. November 1863 in Thann; † 11. Januar 1928 in Brest) war ein französischer Maler des Symbolismus.

## Leben und Wirken
Charles Filigers Vater Martin Filiger arbeitete als Zeichner in einer Tapetenfabrik in Thann. Filiger begann sein Studium an der École nationale supérieure des arts décoratifs in Paris und setzte es an der Académie Colarossi fort. Er stellte seine Werke 1889 und 1890 im Salon des Independants aus. 1888 schloss er sich der Schule von Pont-Aven an. Er ließ sich in Clohars-Carnoët nieder, wo im Ortsteil Le Pouldu bereits Paul Gauguin, Meijer de Haan und ab 1890 Paul Sérusier wohnten. Die Künstler waren Anhänger der Freilichtmalerei. Mit der Abreise Gauguins 1895 fiel die Künstlergruppe auseinander.
Ab 1892 bekam Filiger vom Mäzenen Graf Antoine de La Rochefoucauld eine monatliche Rente von hundertfünfzig Franc. Dafür konnte der Mäzen die besten Werke Filigers für seine Sammlung auswählen. Die übrigen Werke wurden in den Pariser Salons Le Barc de Boutteville und Salon de la Rose-Croix ausgestellt. Vereinsamt erlebte Filiger eine psychische Krise. Sein Gönner zog seine Unterstützung zurück.
Von 1895 bis 1900 lebte er in Elend im Weiler Kersulé in der Nähe von Le Pouldu. Er wurde von Alkohol und Äther abhängig. Von 1901 bis 1902 lebte er in Rochefort-en-Terre und im Jahr 1903 ging er in die Schweiz, um seine Familie zu besuchen, kam dann zum Weiler Kersellec Pouldu, wo er von 1904 bis 1905 lebte. 1905 wurde er in Malestroit ins Krankenhaus eingeliefert und verbrachte dann vier Jahre in einem kleinen Gasthaus in Gouarec.
Er lebte ab 1911 in Arzano. Seine Homosexualität brachte ihn in eine schwierige Lage. Er brach seine Beziehungen zu Freunden und Familie ab. 1914 bezog er eine Pension bei Herrn und Frau Le Guellec im Hotel du Menhir in Trégunc. Seine Gastwirte unterzeichneten einen Pflegevertrag mit Charles Filigers Schwester. 1918 zog er nach Plougastel-Daoulas. Dort verbrachte er zehn Jahre. Eines Tages wurde er auf der Straße mit aufgeschlitzten Handgelenken gefunden und kam ins Krankenhaus von Brest, wo er einige Tage später starb.